# Eickeloh
Eickeloh è un comune di 796 abitanti della Bassa Sassonia, in Germania.
Appartiene al circondario dell'Heide ed è parte della comunità amministrativa (Samtgemeinde) di Ahlden.
Il territorio comunale è bagnato dal fiume Aller.